# 菜園場町停留場
菜園場町停留場（日语：／ Saembacho teiryūjō */?），是位於高知縣高知市菜園場町，屬於土佐電交通後免線的電車站。本站所在地的地名「菜園場町」源自於江戶時代，因當地設有土佐藩的菜園而得名。

## 歷史
在伊野線堀詰停留場經播磨屋橋至寶永町開通之際，此站在1908年（明治41年）啟用，當時站名為大鋸屋橋通停留場（日语：／）。後來於1938年（昭和13年）改名為菜園場町停留場。
- 1908年（明治41年）10月31日 - 土佐電氣鐵道大鋸屋橋通停留場啟用[1]。
- 1938年（昭和13年）2月1日 - 電車站改名為菜園場町停留場[1]。
- 2014年（平成26年）10月1日 - 土佐電氣鐵道、高知縣交通（日语：高知県交通）和土佐電Dream Service（日语：土佐電ドリームサービス）合併，土佐電交通成立[3]。成為土佐電交通的電車站。

## 電車站構造
本站建在共用道路上，並設有2面2線的相對式乘車處（千鳥式）。東邊為後免町方向月台，西邊則為播磨屋橋方向月台。

## 電車站周邊
本站周邊為商業區。在南邊大樓林立。北邊設有菜園場商店街向北延伸，在商店街入口設有拱門。
- Top one四國
- 皇家日航高知旭酒店
- 高知市文化廣場KaruPort（日语：高知市文化プラザかるぽーと）
  - 橫山隆一紀念漫畫館（日语：横山隆一記念まんが館）
- 播磨屋橋觀光巴士總站（日语：はりまや橋観光バスターミナル）
- 四國銀行（日语：四国銀行）木屋橋分店
- 國道32號（日语：国道32号）
- 新堀川

## 巴士路線
在「菜園場町」巴士站中設有以下路線停靠。
| 乘車處 | 系統                                         | 主要途經         | 目的地       | 巴士公司           | 備註 |
| ------ | -------------------------------------------- | ---------------- | ------------ | ------------------ | ---- |
|        |                                              | 高惠前、農學部前 | 高知龍馬機場 | 土佐電交通         |      |
|        | 農學部前                                     | 高知龍馬機場     | 高知站前觀光 |                    |      |
| L1     | 西高須通、JA高知醫院、後免町                 | 安藝站           | 土佐電交通   |                    |      |
| K2     | 介良通、潮見台總站                           | 潮見台三丁目     | 土佐電交通   | 星期六及日暫停服務 |      |
| K3     | 西高須通                                     | 潮見台總站       | 土佐電交通   |                    |      |
| K4     | 西高須通、潮見台總站                         | 潮見台三丁目     | 土佐電交通   |                    |      |
| K5     | 西高須通、潮見台總站、後免站前               | 高知工科大學     | 土佐電交通   |                    |      |
| K6     | 西高須通、潮見台總站、後免站前、高知工科大學 | 龍河洞           | 土佐電交通   |                    |      |
| J1     | 縣立美術館通、高知醫療中心                   | 望海丘           | 土佐電交通   |                    |      |
| J2     | 縣立美術館通、高知醫療中心                   | 十津團地         | 土佐電交通   |                    |      |
| M1     | 護國神社前、十津、高知醫療中心               | 後免町           | 土佐電交通   |                    |      |
| H1     | （縣立美術館前）、大津團地                   | 醫大醫院         | 土佐電交通   |                    |      |
| N1     | 護國神社前、綠丘二丁目                       | 前濱車廠         | 土佐電交通   |                    |      |
| P1     | 中央市場前、十津                             | 十津團地         | 土佐電交通   |                    |      |
| P2     | 中央市場前、十津                             | 種崎             | 土佐電交通   |                    |      |
|        | T1                                           | 播磨屋橋         | 土佐電交通   | 棧橋車廠           |      |
| Y1     | 播磨屋橋、縣廳前                             | 學藝高校         | 土佐電交通   | 假日暫停服務       |      |
| C1     | 播磨屋橋                                     | 縣廳前           | 土佐電交通   |                    |      |
| D1     | 播磨屋橋、愛宕町二丁目                       | AEON Mall高知    | 土佐電交通   |                    |      |
| D6     | 播磨屋橋、愛宕町二丁目                       | 觀月坂中央       | 土佐電交通   |                    |      |
| D7     | 播磨屋橋、愛宕町二丁目                       | 鳥越             | 土佐電交通   |                    |      |
| G1     | 播磨屋橋                                     | 高知站巴士總站   | 土佐電交通   |                    |      |
| N1     |                                              | 播磨屋橋         | 土佐電交通   |                    |      |

## 相鄰電車站
土佐電交通
後免線
寶永町－菜園場町－電鐵總站大樓前
- 在此站至寶永町停留場之間，曾經設有城見町停留場。
- 在此站至電鐵總站大樓前停留場之間，曾經設有八幡通停留場。

## 注腳
1. 1 2 3 4  《土佐電鉄が走る街 今昔》99・156-158頁
2. 1 2 3 4  今尾惠介（監修）. . 11 中国四国. 新潮社. 2009: 60. ISBN 978-4-10-790029-6 （日语）.
3. ↑  上野宏人. . 毎日新聞 (毎日新聞社). 2014-10-02 （日语）.
4. ↑  川島令三. . 【図説】 日本の鉄道. 第2巻 四国西部エリア. 講談社. 2013: 36・92頁. ISBN 978-4-06-295161-6 （日语）.
5. 1 2  《土佐電鉄が走る街 今昔》70頁
6. ↑  . 高知新聞社. 1998: 87. ISBN 4-87503-268-4.